# إبراهيم الرفيع
إبراهيم حسن الرفيع (1385هـ/1965م) باحث أكاديمي وكاتب وشاعر وناقد أدبي، ومدرب دولي معتمد، سوري .

## ولادته وتحصيله
َولد ابراهيم حسن الرفيع (1385هـ/1965م) في قرية كديران من محافظة الرقة،تعلم في مدارس الرقة وذلك في أوائل السبعينات حيث أكمل دراسته الابتدائية والإعدادية والثانوية. الليسانس في الشريعة الإسلامية من جامعة دمشق.
دبلوم التأهيل التربوي من جامعة حلب.ماجستير دراسات إسلامية.ماجستير في التربية باختصاص صعوبات التعلم.الدكتوراه في أصول الفقه. دكتوراه أخرى في التربية.

## عمله ووظائفه
عمل مدرسًا للتربية الإسلامية واللغة العربية في الثانويات العامة، ومعهد إعداد المعلمين (الصف الخاص والثانوية الشرعية). مدرس في مادة المواريث في كليتي الشريعة والحقوق.العمل في الكويت (منذ 1998).مدرسًا ورئيس قسم تربية إسلامية في المدارس العامة.مدرسًا للغة العربية والتربية الإسلامية في مركز تقويم وتعليم الطفل.محررًا ومدققًا لغويًا في القسم الإعلامي بمركز تقويم وتعليم الطفل الكويت.المحررًا ومدققًا لغويًا لمجلات "الفرحة"، "ولدي"، و"تحت العشرين".شارك في الكتابة والمراجعة اللغوية لسلسلة قصص "أعلام المسلمين" لمكتبة عالمي الممتع.مراجعًا لإصدارات دار الظاهرية.محررًا لنشرة "المعلم المبدع" التابعة لمراقبة التوجيه الفني والتدريب في إدارة السراج المنير.باحثًا أكاديميًا في المركز العالمي للوسطية بوزارة الأوقاف والشؤون الإسلامية الكويت .رئيسًا للجنة العلمية ومشرفًا على دليل المعلم ومستشارًا للجنة إعداد منهج الرياضة التربوية.رئيسًا للجنة إعداد منهج اللغة العربية لمناهج السراج المنير التابعة لوزارة الأوقاف.عضوًا في لجنة البحوث والدراسات والتوثيق ببرنامج علماء المستقبل في المركز العالمي للوسطية.شارك في العديد من الحلقات النقاشية والندوات والمؤتمرات والرحلات العلمية والأمسيات الشعرية، وألقى محاضرات متنوعة.مدرب دولي معتمد وحاصل على شهادات دولية عدة في مجال التنمية البشرية.

## كتبه وآثاره
جمع بين البحث العلمي الدقيق والإبداع الأدبي:
المؤلفات والبحوث له ما يزيد عن ثلاثين مؤلفًا ما بين مطبوع ومخطوط، تغطي مجالات اللغة العربية، العلوم الشرعية، التربية، والمناهج.
الشعر، شاعر متمكن يكتب بالفصحى والمحكية الفراتية، وتتجلى في شعره القيم الأخلاقية الرفيعة نظرًا لعمق انشغاله بالعلوم الإسلامية.
من أعماله الشعرية:
- ديوان عزف بلا آثام (مطبوع).
- ديوان غربة الروح.

نُشرت بعض أشعاره في "معجم البابطين للشعراء العرب المعاصرين" وعدد من المجلات والصحف ووسائل التواصل الاجتماعي.
اللغة والأدب:
- الفوائد النحوية بشرح متن الآجرومية (أول كتاب صدر له عام 1999).
- زاد الشاعر من العروض والضرائر.[5]
- طرائق تدريس اللغة العربية لذوي صعوبات التعلم.
- تحقيق ديوان أبدع ما نُظم في الأخلاق والحكم (بالمشاركة، إصدار وزارة الأوقاف والشؤون الإسلامية في الكويت).
- القصة والمقال والخاطرة: يكتب في هذه الأجناس الأدبية وله مجموعة قصصية قيد الإنجاز.
- تأسيس منتدى صفوة الأدباء: قام بتأسيس هذا المنتدى، وأصدر عنه مجموعة من الإصدارات، منها:
- مجموعة شعرية نثرية: روائع صفوة الأدباء (جمعها وأعدها وشارك فيها وقدم لها).

مجموعة شعرية: الأقصى.
أشرف على طباعة وتقديم إصدارات أخرى للمنتدى مثل ديوان "هواجس أنثى" للشاعرة هيام الأحمد، وديوان "نبض الأميرة" للشاعرة لميس الرحب، وثلاث مجموعات قصصية: "حروف السحاب"، "همس السحر"، "من أقصى القلب"، ورواية "للساقية شبابيك" للكاتبة صباح السباعي، بالإضافة إلى إصدارات أخرى قيد الإنجاز.